# 練マザファッカー
練マザファッカー、練MOTHA FUCKERZ、練馬 DA FUCKER（ねりまざふぁっかー）は、東京都練馬区を拠点に活動する日本のヒップホップグループである。

## 来歴
元々「練マザファッカー」というグループはなく、練馬のマザファッカーを呼ぶスラングの事であった。バラエティ番組『リンカーン』（TBSテレビ）にて、お笑い芸人の中川剛（中川家）を弟子入りさせラップの勉強をさせるという企画から発展し、「練マザファッカー名義で一枚やるのも面白いのではないか」というD.Oの趣旨からCD発売に至った。

## 大麻取締法違反
練マザファッカーのメンバーが大麻取締法に触法しているとの神奈川県警察の内偵捜査の末、2009年1月30日に乾燥大麻を所持していたとして大麻取締法違反（所持）の現行犯でリーダー格のD.Oを含むメンバー数人が逮捕された。なお、この捜査の過程で現場に居合わせた当時の大相撲力士であった若麒麟が大麻を所持していたため、「練マザファッカー」のメンバーと共に現行犯逮捕に至った。D.Oは2018年にも大麻の所持容疑で再び逮捕されている。

## メンバー

### 現メンバー
- D.O (KAMINARI-KAZOKU.)
- PIT GOb
- bay4k (SCARS)
- SHIZOO
- B.D THE BROBUS
- D-ASK
- 壽 (LUCK-END)
- BIG-T (LUCK-END)
- T2K (THE LOYALTY)
- SHY-P.O.P (THE LOYALTY)
- JASHWON (BCDMG) *ビートメイカーでもありラッパーでもある。
- K-LOVE (O.P.P) *ビートメイカー
- 無也 (下剋上NYC) *ビートメイカー
- G-FRESH (UNCUT RECORDZ) *練マザファッカーLIVE DJ
- A2 (BOOT STREET)
- CHILLARMY

### 元メンバー
- KNZZ (ICE DYNASTY/DMF/18PRODUCTION)
- ILLdogg a.k.a. 剛中川（中川剛）
- 松本人志

## ディスコグラフィー

### シングル
- PLAY DA GAME
- TALK
- PAIN

### アルバム
- 練マザファッカー
- STATE OF FREEDOM
- 練マザファッカー version1.5

### MIX CD
- TIME TO 練 mixed by G-FRESH
- D.OFFICE PRESENTS: N.M.F. TIMES Vol.1 mixed by G-FRESH